# 印裔尼泊爾人
印裔尼泊尔人，是尼泊尔社会上層組成部分，也是早期印度移民後裔。目前大约四百万印裔人生活在尼泊尔。

## 歷史
许多印裔尼泊尔人祖先是婆羅門和剎帝利，他们为逃避德里苏丹國来到尼泊尔西部山区成为当地地主与建立很多小王国。他们最初生活在西部后来全国除南部外也有他们，他们也有种姓后来被同化成尼泊尔社会一部分。
印度移民的第二次浪潮發生在十九世紀和二十世紀初。尼泊爾政府及其代理人鼓勵印度移民到德賴平原定居。在20世紀90年代初，該集團主要包括印度北部邊境州如比哈爾邦和西孟加拉邦的無地農民(梅德西人)。這些印度移民有些人後來成為大地主。
印裔尼泊尔人主要從事农业，也有小规模畜牧业與商業。山區的印裔尼泊尔人傳統上已經佔據了絕大多數的公務員職位。

## 宗教與種姓制度
多數印裔尼泊尔人是印度教徒，少数穆斯林，佛教徒和耆那教徒。他们种姓没印度厳格，贱民数目不多。尼泊爾穆斯林大多數是印度裔。近97％的人居住在特萊地區。

## 歧視
尼泊尔人认为印裔俞来俞多会使南部被印度人淹没。